# Ceropegia sandersonii
Ceropegia sandersonii là một loài thực vật có hoa trong họ La bố ma. Loài này được Decne. ex Hook.f. mô tả khoa học đầu tiên năm 1869.

## Hình ảnh

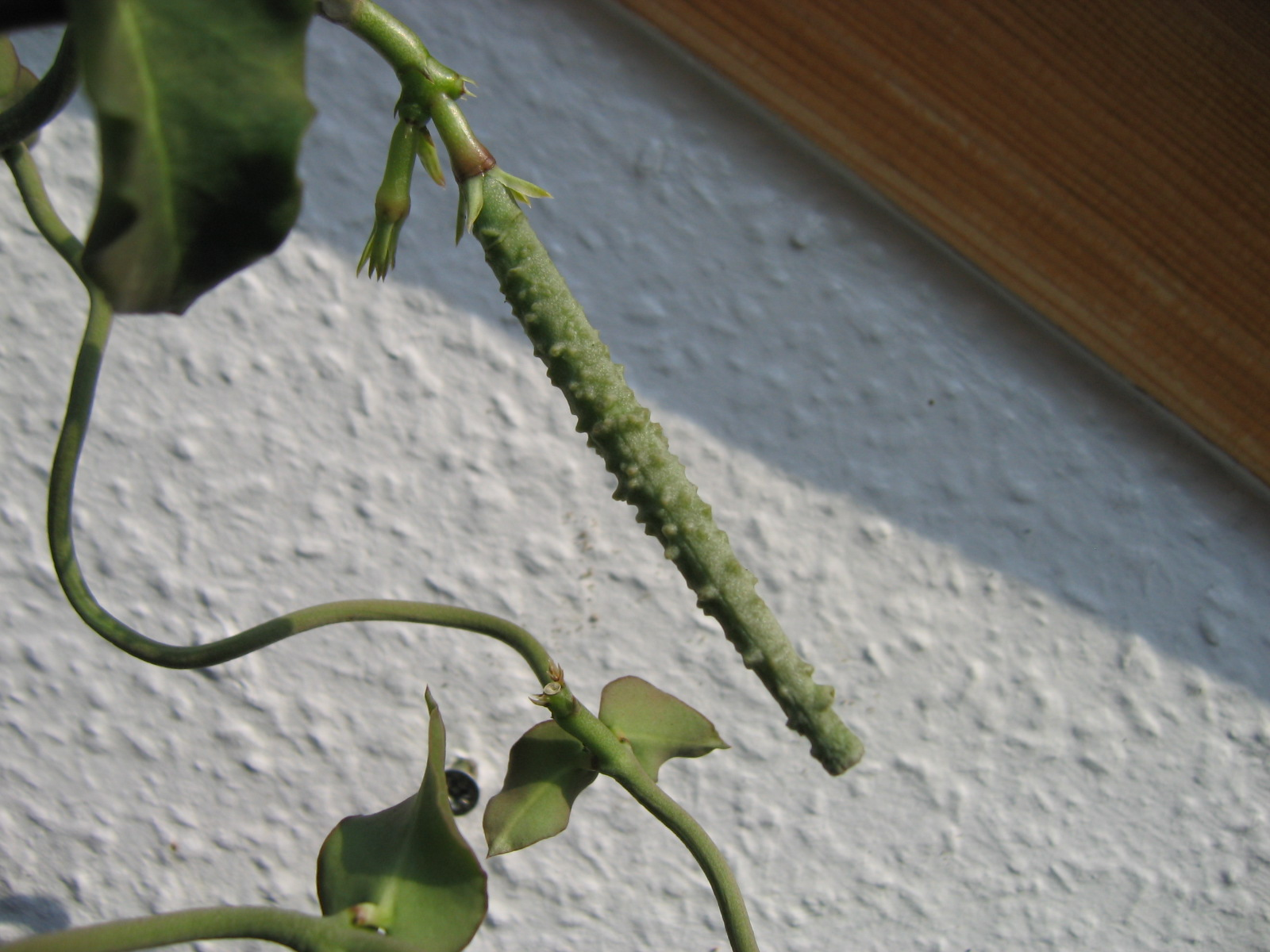
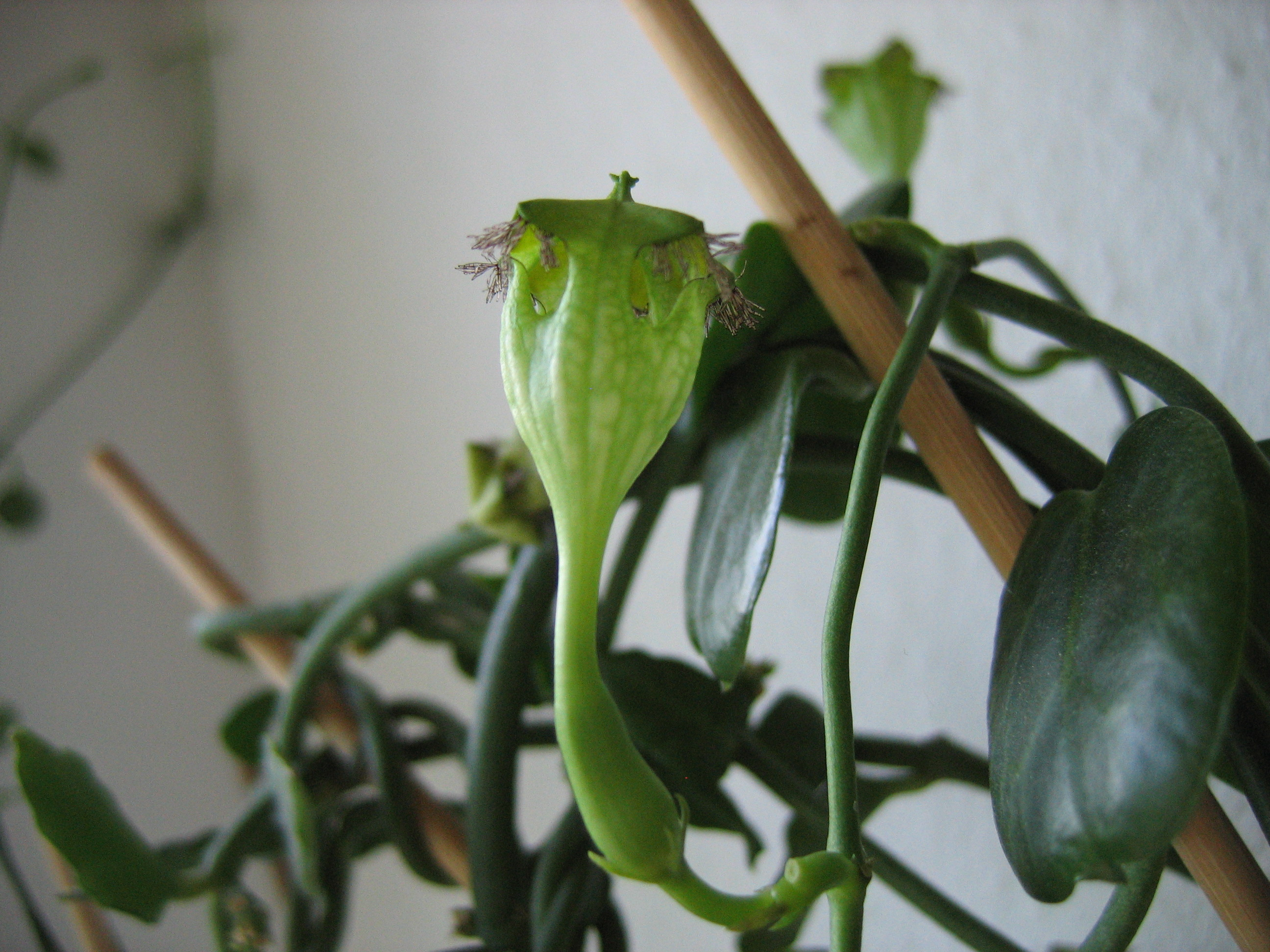
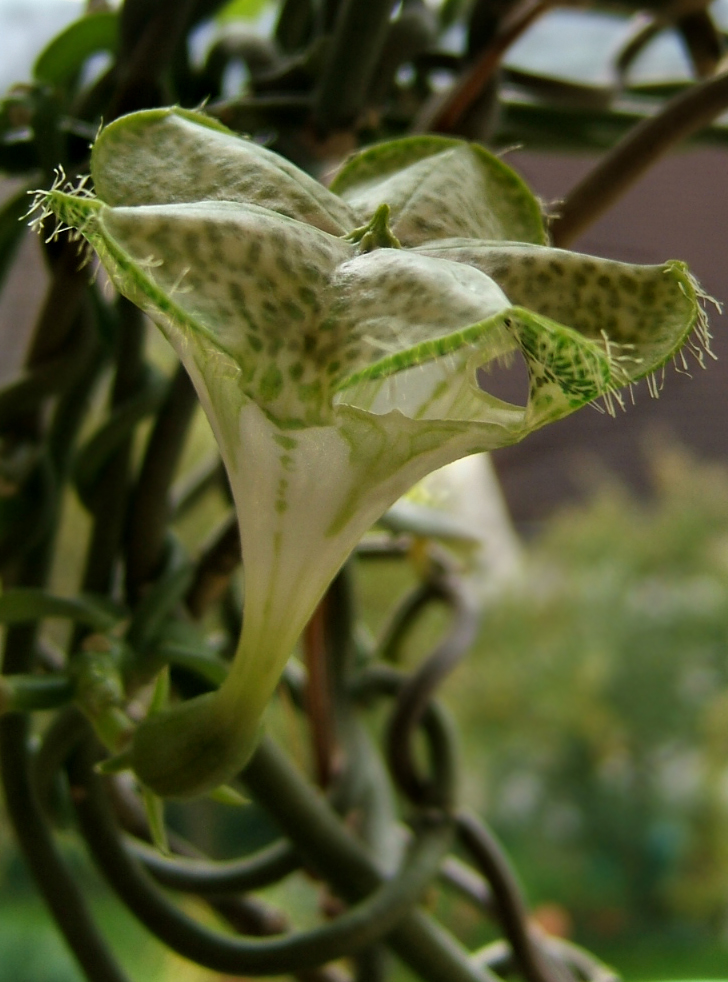
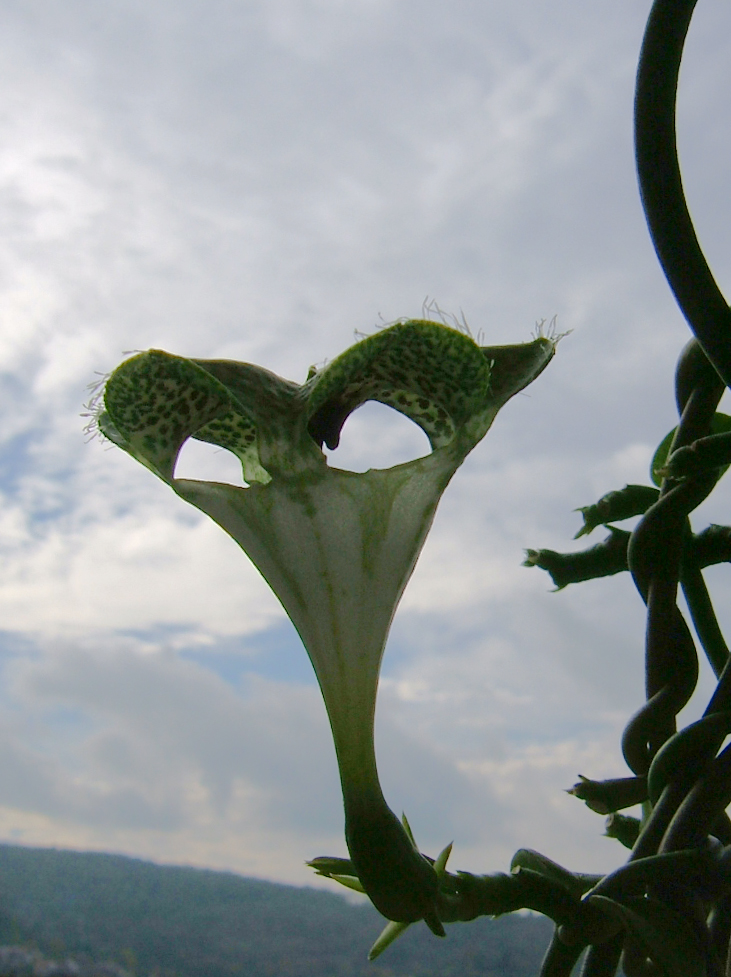